# 今晚夜
《今晚夜》，是1982年香港無綫電視劇集《星尘》的插曲，由顾嘉煇作曲及编曲、黃霑填词、陈洁灵主唱。本曲出現於該劇首集的戲中戲，一個歌舞場景，由李司棋對嘴演繹；是首具南美及爵士樂色彩的恰恰舞曲，歌詞則表達及時行樂的精神，被認為有李白《將進酒》「人生得意須盡歡，莫使金樽空對月」之意。
同年收錄於陳潔靈第二張粵語專輯《星夜星塵》內，1986年再重編曲為的士高版（專輯《Elisa》）。兩版都拍攝了音樂錄影帶。

## 音樂特色
4/4拍的快板舞曲，結構為前奏－A1－A2－B－A3－間奏－A1－A2－B－A3－尾聲，音域為大九度。
全曲為降B小調，副歌短暫轉調至降D大調。
節奏上爵士樂色彩強烈，如切分音大量出現；前奏歌手即興的自由拍子唱段亦為此曲特色。
編曲依照一般爵士樂隊，即薩克斯風、小號、低音結他及套鼓；並運用沙槌、刮瓜、梆鼓等木敲擊樂器，南美風情洋溢。

## 香港派台成績
| 派台成績 | 派台成績 | 派台成績 | 派台成績     | 派台成績 | 派台成績 | 派台成績 |
| -------- | -------- | -------- | ------------ | -------- | -------- | -------- |
| 唱片     | 歌曲     | 903      | RTHK         | 997      | TVB      |          |
| 1982年   |          |          |              |          |          |          |
| 星夜星塵 | 今晚夜   |          | (1) 兩週冠軍 |          |          |          |

## 獎項
- 1982年：1981至1982年度十大勁歌金曲獎[6]
- 1983年：第五屆十大中文金曲頒獎音樂會 － 十大中文金曲

## 其他
- 據報導，此曲曾因「只有今天沒有明天」的主題，被中國政府禁播[7]。
- 2000年香港中華煤氣tgc「智依時」煮飯寶廣告歌曲由《今晚夜》改編而成。